# Brian Kirkham
Brian Kirkham (ur. 1 stycznia 1986 w Port Augusta) – australijski kolarz BMX, brązowy medalista mistrzostw świata.

## Kariera
Największy sukces w karierze Brian Kirkham osiągnął w 2011 roku, kiedy zdobył brązowy medal w jeździe na czas podczas mistrzostw świata w Kopenhadze. W zawodach tych wyprzedzili go jedynie Norweg Andrè Fosså Aguiluz oraz Holender Jelle van Gorkom. Ponadto na tych samych mistrzostwach zajął piąte miejsce w wyścigu elite. W 2012 roku wziął udział w igrzyskach olimpijskich w Londynie, ale nie awansował do finału.